# Lunchbox
Lunchbox – drugi singel grupy Marilyn Manson z albumu Portrait of an American Family. Wydany w 1995 roku.
Główną inspiracją do napisania tej piosenki był głośny zakaz noszenia do szkoły metalowych pudełek na śniadanie, rząd USA uznał je za zbyt niebezpieczne.

## Spis utworów
1. "Lunchbox" – 4:34
2. "Next Motherfucker" (Remix) – 4:48
3. "Down in the Park" – 5:01
4. "Brown Bag" (Remix) – 6:19
5. "Metal" (Remix) – 5:25
6. "Lunchbox" (Highschool Drop-outs) – 4:35